# Runan Caycu
Runan Caycu (del quechua cuzqueño runam kayku, "somos personas") es un mediometraje documental de 1973 dirigido por la peruana Nora de Izcue.
La película, producida inicialmente por Nora de Izcue, y luego por el Sistema Nacional de Apoyo a la Movilización Social (SINAMOS) junto con el ICAIC (Cuba), narra los enfrentamientos del movimiento campesino cusqueño con los gamonales y hacendados, a través de la mirada del líder comunal Saturnino Huillca. Asimismo, evidencia el rol y la participación violenta de las Fuerzas Armadas en el enfrentamiento que precedieron a la Reforma agraria de 1969.
Runan Caycu fue censurada por la Oficina Central de Información. Nunca se estrenó oficialmente en Perú, y sólo fue exhibida en el circuito alternativo y clandestino de sindicatos y cine-clubs. A pesar de ello, el documental obtuvo la Paloma de Plata, el segundo lugar, en 1973, en el Festival Internacional de Cine Documental de Leipzig (Alemania del Este).

## Proceso histórico del documental
La película pertenece al género cine-testimonio, al igual que las otras tres que se hicieron alrededor de la persona de Saturnino Huillca: Jatun Auk’a (1974), Si esas puertas no se abren (1975) y Kuntur Wachana (1977). Los estudios testimoniales fueron un modelo literario y de cine establecido desde 1970 en Latinoamérica, con el objetivo de recopilar las experiencias y mensajes de protagonistas de las luchas sociales.
Huillca fue dirigente campesino participante de la primera reforma agraria peruana, la iniciada en 1963, motivo por el cual fue apresado por las Fuerzas Armadas de esa época. Luego, el historiador Hugo Neira escribió el libro Huillca: Habla un campesino peruano, a partir de las entrevistas hechas al dirigente. Esto coincidió con el interés de Nora de Izcue de hacer un documental sobre Huillca, en una época en la que el cine peruano contaba con el apoyo del SINAMOS del Gobierno Revolucionario de la Fuerza Armada (GRFA) para mostrar vivencias de la población campesina. Para ello, De Izcue realizó un trabajo de documentación fotográfico junto con su ayudante Liliana Zunic durante meses en la hemeroteca de la Biblioteca Nacional ubicada en el centro de Lima. Asimismo, el registro de la voz de Saturnino Huillca fue hecho como monólogo, sin intervención de De Izcue ni de Neira, dado que el dirigente era considerado un orador. En lo que respecta al registro fílmico, incluyen su vida cotidiana, fiestas locales de Paucartambo y Ninamarca (Cusco) y lo filmado en un viaje a Ninamarca.
El apoyo del SINAMOS ayudó a que la película pudiera ser posproducida en el ICAIC (Cuba). Luego, la versión final fue proyectada ante el director superior del SINAMOS, el antropólogo Carlos Delgado, y un grupo especial de militares. La película indignó a este grupo de espectadores, por evidenciar la represión hecha por el Ejército peruano antes del GRFA y la falta de reparación a los campesinos afectados. Esta posición generó la censura desde la Oficina Central de Información del SINAMOS. Por ello, el documental no tuvo estreno oficial, sino que se proyectó en espacios sindicales y en cine-clubs. Esta censura no pudo llegar a los festivales europeos en los que estaba inscrita, a pesar del intento.
La censura en el Perú ha ocasionado que no se conozca con exactitud la fecha de inicio de la difusión de la película. Un rastro es un comunicado del Comité de Trabajadores de la Producción Cinematográfica del Perú, que sitúa la proyección en dicho espacio el 30 de mayo de 1974.

## Reparto
- Saturnino Huillca Quispe[1] como él mismo

## Producción
La directora Nora de Izcue se interesó por la historia de Saturnino Huillca al leer Cuzco: Tierra y muerte, libro escrito por el periodista Hugo Neira en 1964.  Ambos querían realizar una película sobre el líder campesino, pero no tenían noticia sobre su paradero o si seguía con vida.Tiempo después, Neira se convierte en Director de Difusión del SINAMOS en 1972, y ahí se encontró de nuevo con Huillca. Junto con Nora de Izcue, le proponen hacer una película de modo testimonial.
En un principio, SINAMOS no participaba como productora del documental. Nora de Izcue se encargaba de la dirección y el apartado artístico, mientras que Hugo Neira se prestaba cámaras de 35 mm y rollos de película del SINAMOS. Posteriormente, el SINAMOS se convirtió en productora. Sin embargo, Hugo Neira señala que, aunque tuvieron apoyo estatal, no estaban exentos de las trabas burocráticas. En muchas ocasiones, Nora de Izcue tuvo que comprar material de archivo, ya que el gobierno demoraba en responder o se negaba a brindar el dinero necesario.
Asimismo, el Estado peruano retomó sus relaciones diplomáticas con el gobierno cubano en 1972. Por medio del nuevo embajador de Cuba, Antonio Núñez Jiménez, se acordó que el ICAIC (Instituto Cubano de Arte e Industria Cinematográficos) se encargara de la postproducción, La edición de la película se realizó en Cuba en los laboratorios del ICAIC para lo que Nora de Izcue viajó a La Habana. Ahí, trabajó con Mirita Lores y Pepín Rodríguez para elaborar el fotomontaje con la documentación recopilada en la Biblioteca Nacional.
Además de la postproducción, el ICAIC ayudó a la inscripción del documental en los festivales europeos Festival de los Pueblos (Florencia, Italia) y el Festival Internacional de Cine Documental de Leipzig (Alemania del Este), aunque sin previa revisión del SINAMOS.